# Индијан Спрингс (Невада)
Индијан Спрингс (енгл. Indian Springs) насељено је место без административног статуса у америчкој савезној држави Невада.

## Демографија
По попису из 2010. године број становника је 991, што је 311 (-23,9%) становника мање него 2000. године.
| Група             | 2000.         | 2010.       |
| Белци             | 1.121 (86,1%) | 786 (79,3%) |
| Афроамериканци    | 15 (1,2%)     | 17 (1,7%)   |
| Азијати           | 15 (1,2%)     | 18 (1,8%)   |
| Хиспаноамериканци | 89 (6,8%)     | 117 (11,8%) |
| Укупно            | 1.302         | 991         |